# Zoilo de Alexandria
Zoilo de Alexandria foi o patriarca grego ortodoxo de Alexandria entre 541 e 551.

## Vida e obras
Zacarias Retórico relata como o seu antecessor, Paulo I, foi envolvido num assassinato e, por isso, foi deposto e substituído por Zoilo. Continua Zacarias: "Efraim de Antioquia foi enviado para Alexandria e Abraão Bar Quili [o acompanhou]; e, conforme eles passaram pela região da Palestina, levaram junto um monge chamado Zoilo. E foram para Alex[andria e] investigaram o ato de Paulo; e o expulsaram de sua sé, entronando Zoilo, um sinodita calcedônio na cidade: e, com o objetivo de protegê-lo da violência do povo da cidade, eles apontaram Acácio Bar Escofo de Amida como tribuno dos romanos ali".